# Annosław
Annosław est une localité polonaise de la gmina de Regnów, située dans le powiat de Rawa Mazowiecka en voïvodie de Łódź.